# Mantidactylus tandroka
Mantidactylus tandroka é uma espécie de anfíbio da família Mantellidae.
É endémica de Madagáscar.
Os seus habitats naturais são: florestas subtropicais ou tropicais húmidas de baixa altitude, regiões subtropicais ou tropicais húmidas de alta altitude e rios.
Está ameaçada por perda de habitat.